# Galería Nacional de Singapur
La Galería Nacional de Singapur es un museo de arte situado en el centro de Singapur. Inaugurada el 24 de noviembre de 2015, supervisa la mayor colección pública de arte de Singapur y del sudeste asiático, compuesta por más de 8.000 obras de arte. La Galería tiene como objetivo proporcionar una comprensión y apreciación del arte y la cultura a través de una variedad de medios de comunicación, centrándose en la cultura y el patrimonio de Singapur y su relación con otras culturas del Sudeste asiático, Asia y el mundo.
Situada en el Civic District de Singapur, la Galería consta de dos monumentos nacionales de Singapur, el Old Supreme Court Building, y City Hall, y tiene un área de piso combinada de 64,000 m², lo que la convierte en el lugar más grande de artes visuales y el museo más grande de Singapur. Un costo total de 532 millones dólares de Singapur se destinó al desarrollo de la Galería Nacional de Singapur.

## Objetivos
Los 5 objetivos principales de la Galería Nacional de Singapur son los siguientes:
- Investigar, exponer y promover obras de arte del sudeste asiático para el disfrute de todos.
- Ser un espacio cívico central, proporcionando una plataforma para la expresión artística y el aprendizaje, así como un destino de estilo de vida: construido para el compromiso, el disfrute y el enriquecimiento de los propios y visitantes.
- Facilitar el intercambio de conocimientos a través de asociaciones regionales y colaboraciones con otras instituciones.
- Impulsar, desarrollar y fomentar el desarrollo de las artes visuales en Singapur y el sudeste asiático, así como establecer una posición de liderazgo en la escena internacional de museos y galerías.
- Informar y educar al público, a través de medios multisensoriales y experiencias atractivas.

## Historia

### Necesidad de una Galería Nacional

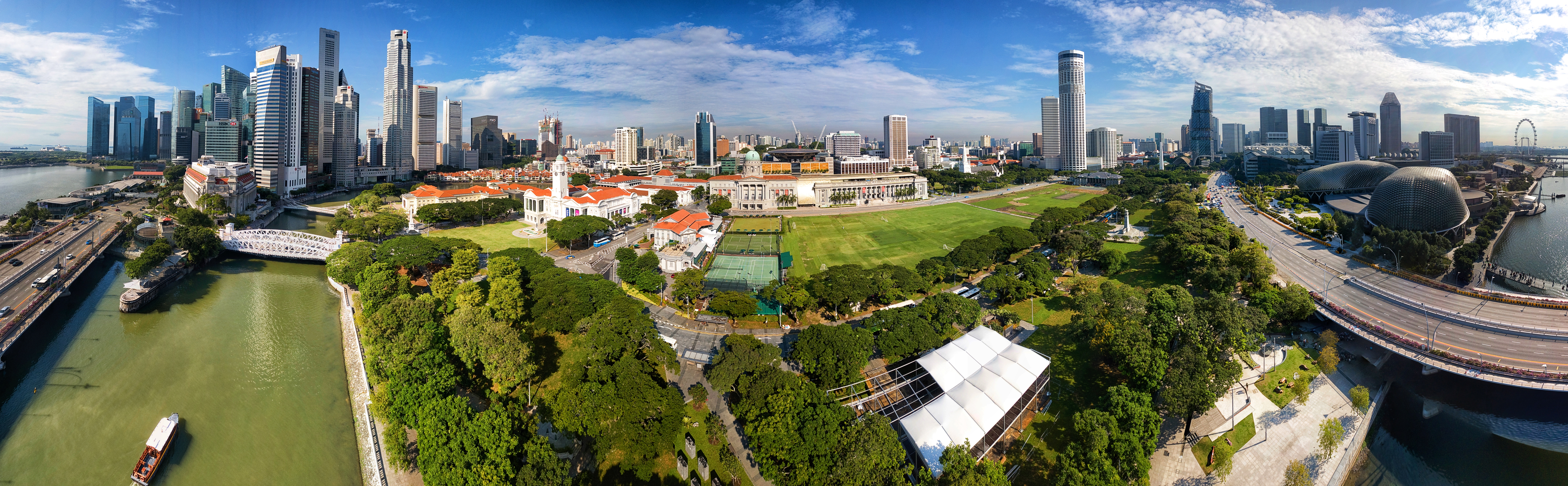
Panorama aéreo del centro de Singapur con la Galería Nacional justo detrás del Padang en primer plano.

En su discurso del 21 de agosto de 2005, el primer ministro Lee Hsien Loong mencionó el plan del gobierno para convertir el antiguo edificio de la Corte Suprema y el Ayuntamiento en una nueva galería nacional. El 2 de septiembre de 2006, Lee Boon Yang, Ministro de Información, Comunicaciones y Artes anunció oficialmente la creación de la Galería Nacional de Singapur durante la Bienal de Singapur 2006 en el Museo nacional de Singapur.
El entonces Ministerio de Información, Comunicaciones y Artes (MICA) procedió a implementar un proceso diseñado para permitir que las partes interesadas contribuyan con su experiencia y sus opiniones al proyecto. Un comité directivo, presidido inicialmente por Balaji Sadasivan , Ministro Principal de Estado para el Ministerio de Relaciones Exteriores y MICA, supervisó el plan de implementación de la galería de arte. El comité directivo fue apoyado por un comité ejecutivo y cuatro grupos asesores. Los grupos asesores brindaron asesoramiento sobre museología, conservación arquitectónica, finanzas y comunicaciones.

### Concurso del diseño
El 23 de febrero de 2007, MICA, junto con el Instituto de Arquitectos de Singapur, lanzó un concurso de diseño arquitectónico en dos etapas para identificar al arquitecto y el diseño más adecuado para la Galería Nacional. La primera etapa del concurso requirió propuestas de diseño y concepto, y comenzó el 19 de marzo con una visita al lugar de emplazamiento de los dos edificios para que los arquitectos competidores pudieran obtener ideas y conceptos de diseño. Se recibieron 111 propuestas de 29 países en todo el mundo, con cinco preseleccionadas en mayo de 2007. Los miembros del jurado estuvieron conformados por un panel de eminentes profesionales locales e internacionales encabezados por Tommy Koh, Embajador General de Singapur y presidente de la Junta de Patrimonio Nacional, e incluyó a funcionarios de la Autoridad de Reurbanización Urbana, Museo Guimet en Francia y el Museo de Civilizaciones de Asia.
Para la segunda etapa, los candidatos preseleccionados debían desarrollar sus diseños, a partir de los cuales el jurado seleccionaría la propuesta ganadora. Debido a la condición del antiguo edificio del Tribunal Supremo y del Ayuntamiento como monumentos nacionales, algunos aspectos de los edificios no pudieron ser alterados, como la fachada, el Surrender Chamber, la oficina del primer ministro fundador de Singapur y los paneles de cuatro salas del Tribunal Supremo. Sin embargo, esto dejó muchas opciones de diseño abiertas, como la adición de techos y pisos de sótano. Los participantes también tuvieron que presentar propuestas con un presupuesto de 320 millones de dólares australianos.
El 29 de agosto de 2007, el panel del jurado internacional de siete miembros nombró a los tres mejores diseños de los cinco seleccionados. Las tres firmas, Studio Milou Architecture de Francia, Ho + Hou Architects de Taiwan y Chan Sau Yan Associates de Singapur, recibieron $ 150,000 cada una. El jurado tomó su decisión después de evaluar modelos y maquetas digitales, así como involucrar a los cinco finalistas en una presentación y una sesión de preguntas y respuestas. Las otras dos empresas que fueron preseleccionadas en la primera etapa fueron DP Architects y Smart Design Studio de Australia.
Una exposición de las cinco propuestas finalistas se llevó a cabo en el Ayuntamiento en octubre de 2007, y se invitó al público a dar su opinión sobre los diseños, programas y eventos. La decisión del jurado se presentó a MICA, que luego decidió quién encargaría diseñar y construir la galería de arte. En el primer trimestre de 2008 se hizo un anuncio sobre el diseño final.

### Ganador de la competición y contratista
En mayo de 2008, Studio Milou Singapore, en asociación con CPG Consultants (Singapur), fue designado para diseñar y construir la Galería.
Studio Milou Architecture es una firma de arquitectura francesa, con sucursales en París y Singapur que se especializa en el diseño de museos y espacios culturales. Dirigida por el arquitecto principal y socio principal, Jean-Francois Milou, la firma tiene la reputación de trabajar con la reutilización adaptativa de edificios históricos, buscando soluciones imaginativas y respetando el tejido histórico, el significado y el entorno del edificio.
CPG Consultants, una subsidiaria de CPG Corporation, es una firma de consultoría de diseño multidisciplinario. Con sede en Singapur, tiene una amplia experiencia en conservación y restauración de edificios. Hasta la fecha, la compañía ha completado más de 20 proyectos de este tipo en Singapur, la mayoría de los cuales son monumentos clasificados.
El diseño de Studio Milou Architecture consistía en un dosel lineal cubierto con columnas en forma de árbol para unir el antiguo edificio del Tribunal Supremo y el Ayuntamiento al nivel del techo. El diseño incorporó una escalera extendida que une el sótano con los niveles superiores, haciendo uso de la energía solar para proporcionar electricidad. Malla de metal fino había sido propuesta para cubrir la mayor parte del Ayuntamiento. Los miembros del panel acordaron que tenía «el diseño y el atractivo más encantador», y se clasificó primero entre los tres mejores diseños.
El 21 de diciembre de 2010, la Galería designó a Corporación Takenaka -Singapore Piling Joint Venture como el principal contratista de construcción para la nueva Galería. Las obras de construcción de los edificios comenzaron en enero de 2011 y abrieron sus puertas al público oficialmente el 24 de noviembre de 2015.

## Los edificios

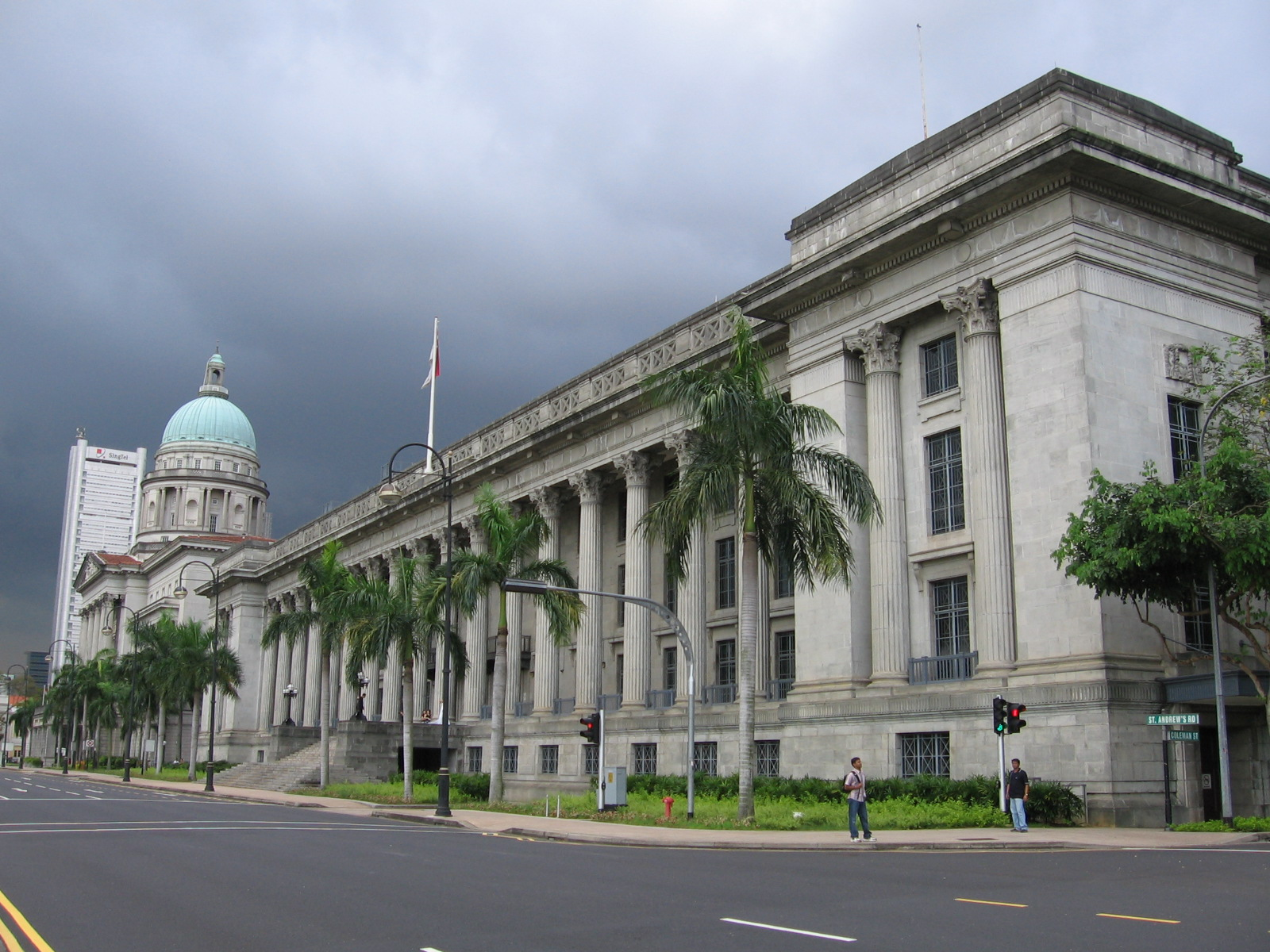
Antiguo ayuntamiento y edificio de la Corte Suprema.

El ayuntamiento, y los antiguos edificios de la Corte Suprema, son monumentos nacionales y han desempeñado un papel importante en la historia de Singapur. Los edificios se enfrentan a un campo abierto conocido como el Padang, que es una palabra malaya que significa «campo plano». A través de puentes de enlace y un nuevo sótano, el diseño de la nueva Galería integra los edificios del Ayuntamiento y el antiguo Tribunal Supremo, combinando arquitectura antigua y nueva.

### Edificio del Tribunal Supremo

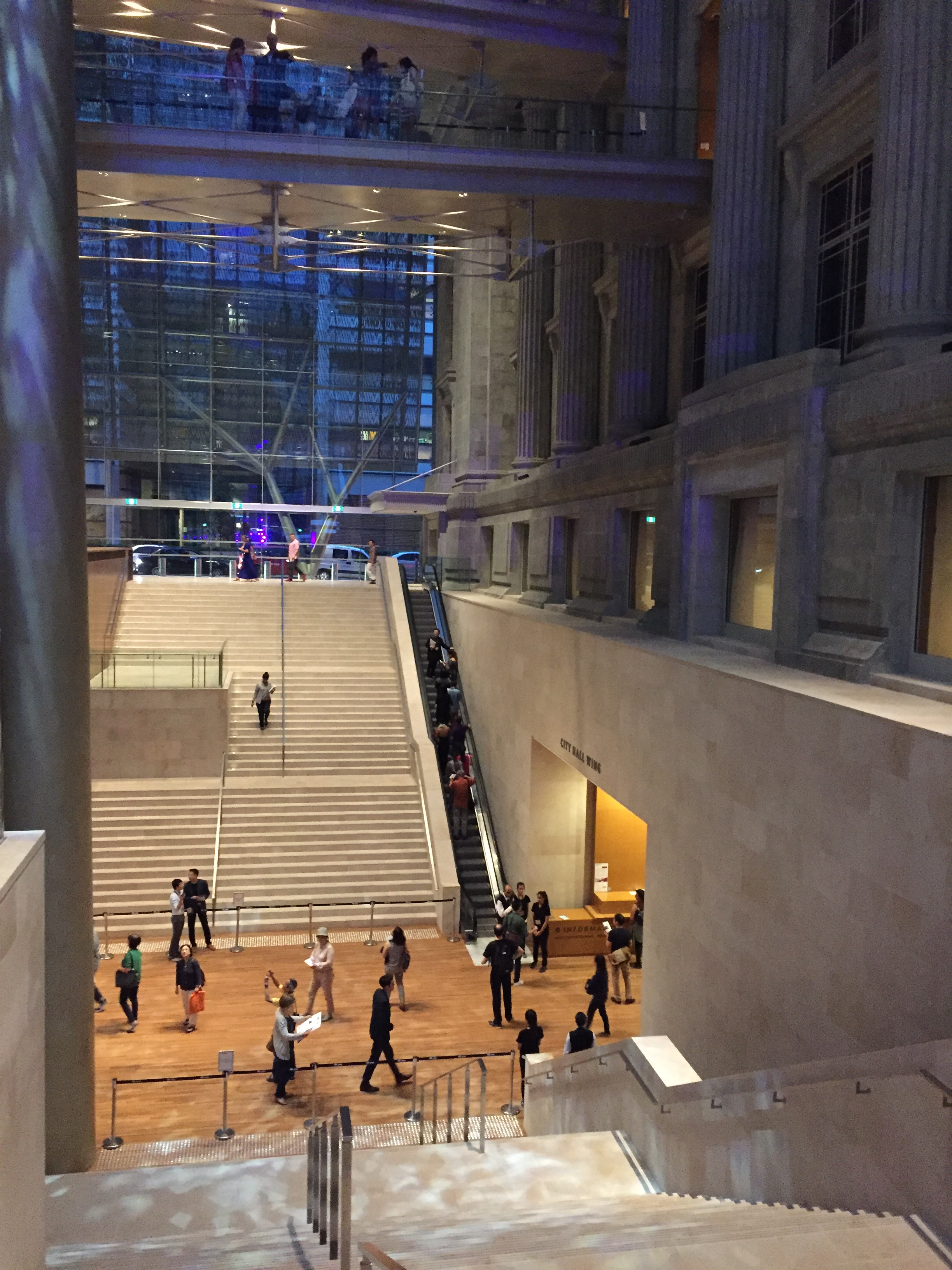
Atrio

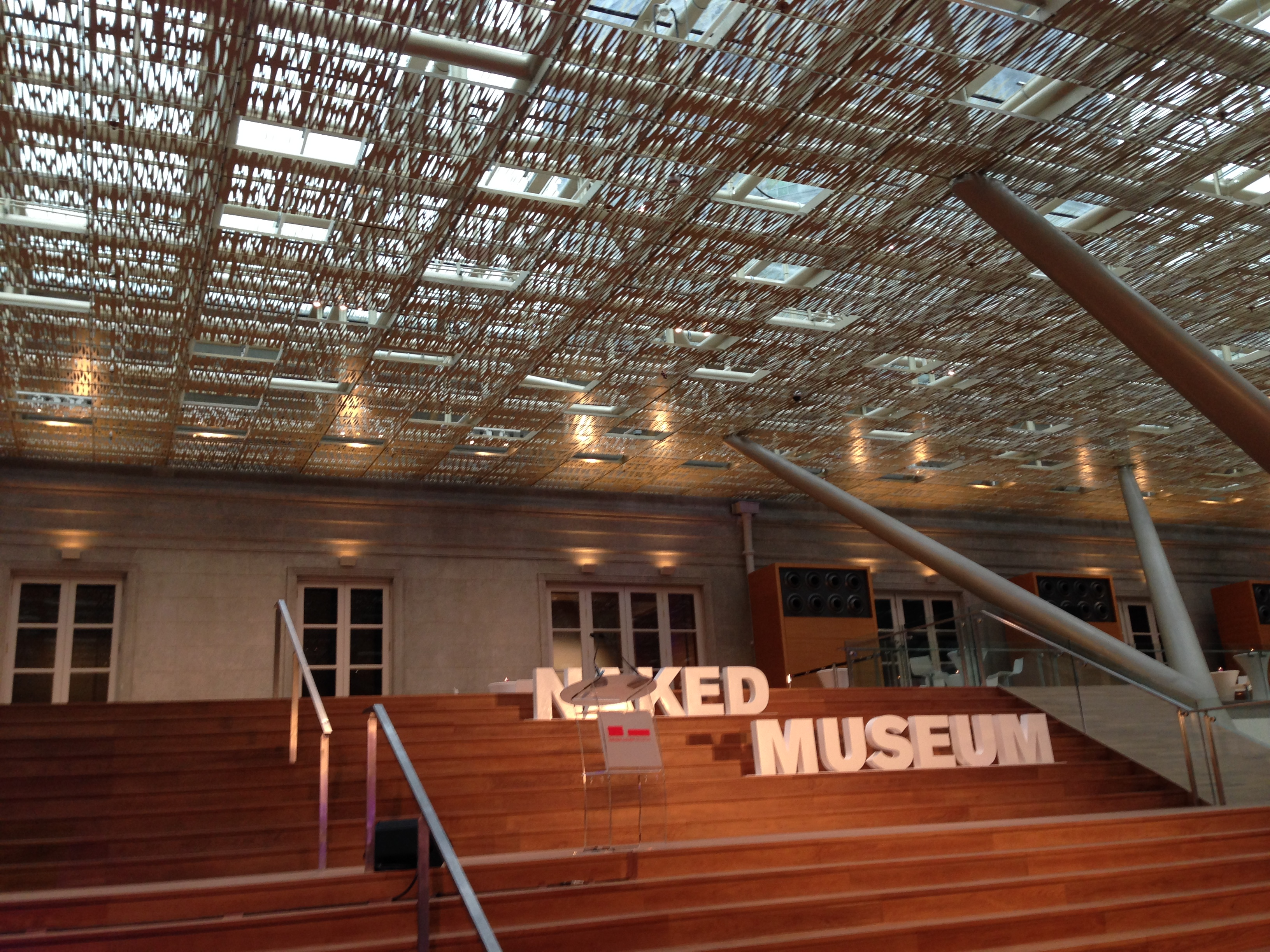
Terraza del Tribunal Supremo

El antiguo edificio del Tribunal Supremo se construyó en el sitio del antiguo Grand Hotel de l'Europe, uno de los hoteles más palaciegos del sudeste asiático que se demolió en 1936. Diseñado por Frank Dorrington Ward, arquitecto jefe del Departamento de Obras Públicas, el antiguo edificio de la Corte Suprema fue construido para albergar las oficinas de la Corte Suprema y las salas de audiencias y se declaró abierto el 3 de agosto de 1939.
Este edificio es el antiguo palacio de justicia del Tribunal Supremo de Singapur, antes de que se mudara y comenzara las operaciones en el nuevo edificio el 20 de junio de 2005. La arquitectura del antiguo edificio del Tribunal Supremo está en armonía con la de su vecino, el Ayuntamiento. El diseño general del edificio ejemplifica la arquitectura colonial británica, que comprende cuatro bloques de oficinas y salas de audiencias que rodean una rotonda central con una cúpula que originalmente se usaba para albergar una biblioteca circular de leyes. Fue el último edificio clásico que se construyó en Singapur. United Engineers Ltd fue el contratista de la construcción.
Las columnas corintias y jónicas, esculturas y paneles en relieve fueron obras del artista italiano cavaliere Rudolfo Nolli. Allí se encuentran las esculturas de tímpano y los paneles de friso adornados.

### Edificio del Ayuntamiento
El edificio del Ayuntamiento fue construido entre 1926 y 1929 y originalmente se conocía como el «Edificio Municipal». Diseñado por los arquitectos municipales británicos A. Gordon y SD Meadows, fue utilizado para albergar las oficinas del Consejo Municipal, que era responsable de la provisión de agua, electricidad, gas, carreteras, puentes y alumbrado público. De 1963 a 1991, el ayuntamiento tenía las oficinas de varios departamentos gubernamentales y salas de audiencias. El edificio fue desocupado en 2006.
El ayuntamiento ha sido el punto focal de muchos eventos importantes en la historia de Singapur. Fue en el edificio del Ayuntamiento que el almirante Luis Mountbatten, en nombre de las fuerzas aliadas, aceptó la rendición de las fuerzas japonesas el 12 de septiembre de 1945. El edificio también albergaba la oficina del Lee Kuan Yew, la primera Primer ministro de Singapur. Lee y los miembros de su Gabinete tomaron sus Juramentos de lealtad y Juramentos de oficina el 5 de junio de 1959 en la Cámara del ayuntamiento. Fue catalogado el 14 de febrero de 1992 como monumento nacional. El diseño original del Ayuntamiento es un ejemplo típico de estilo neoclásico de la arquitectura británica. El interior del edificio es modestamente proporcionado, pero su fachada frontal se distingue por 18 columnas corintias de tres pisos de altura frente al Padang.

## Las galerías

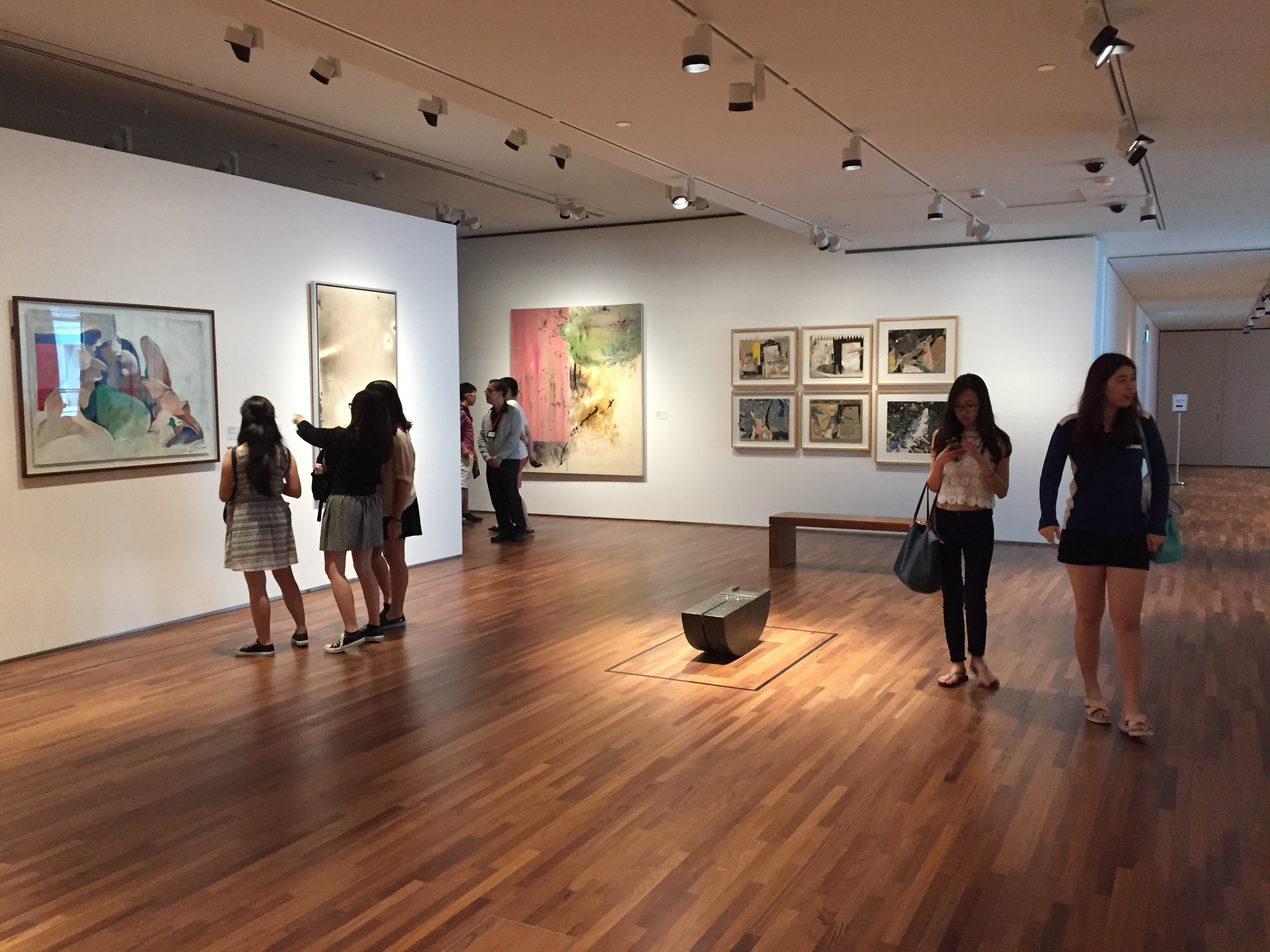
Una galería en el segundo piso.

La Galería Nacional de Singapur, que se centra en arte moderno y contemporáneo, tiene como objetivo mostrar el arte de Singapur y del sudeste asiático desde el siglo XIX hasta nuestros días. Por ello, es la sede de dos galerías permanentes: la Galería DBS de Singapur y la Galería UOB del sudeste asiático. A través de su colección, la Galería presentará el desarrollo de las culturas regionales y de Singapur, contando la historia de sus historias sociales, económicas y políticas.
La Galería se basa principalmente en la Colección Nacional de Singapur, la colección pública más grande del mundo de arte moderno y contemporáneo del sudeste asiático. La Colección Nacional comenzó con un legado original de 93 obras realizadas en el Museo nacional de Singapur en 1976, por el conocido magnate del cine y mecenas de arte, Dato Loke Wan Tho. A través de una cuidadosa selección a lo largo de los años, esta colección ha crecido significativamente a aproximadamente 8,000 piezas en 2010. La Junta Nacional del Patrimonio es actualmente el custodio de esta colección. La Galería Nacional de Singapur contará con obras de importantes artistas de Singapur como Georgette Chen, Chen Chong Swee, Chen Wen Hsi, Cheong Soo Pieng y Liu Kang. La colección ahora abarca desde pinturas naturalistas de principios del siglo XX hasta video instalaciones contemporáneas. También contiene piezas de artistas del sudeste asiático de prestigio internacional, como Affandi (Indonesia), Latiff Mohidin (Malasia), Le Pho (Vietnam), Montien Boonma (Tailandia) y Fernando Amorsolo (Filipinas).

### DBS Singapore Gallery
La DBS Singapore Gallery es una plataforma para estudiar y presentar la identidad cultural y estética de Singapur desde el período colonial hasta nuestros días.
A partir del siglo XIX, la narrativa rastrea cómo los contextos locales y regionales, las influencias internacionales y la creatividad individual han moldeado y transformado el desarrollo del arte de Singapur. La exhibición destacará las múltiples facetas del arte de Singapur, derivadas de la interconexión de diversos valores y expresiones culturales, el intercambio fluido de nuevas ideas y la continua experimentación de artistas locales.

### UOB Southeast Asia Gallery
Ubicada en el antiguo edificio de la Corte Suprema, la Galería UOB del sudeste asiático presenta la historia del arte del sudeste asiático a través de impulsos artísticos compartidos en toda la región. A partir del siglo XIX, la historia del arte del sudeste asiático se caracteriza por las negociaciones entre las tradiciones y la modernidad de la región. El arte se concibió como un campo ampliado en el que los artistas del sudeste asiático intentaron incorporar y reinventar las expresiones locales y las tradiciones estéticas a medida que se acercaban a la era del arte moderno.
La Galería UOB del sudeste asiático compartirá una historia convincente de la cultura humana, como se ve en una región que ha sido el punto de encuentro de las principales civilizaciones, religiones, poderes coloniales y el foco de las luchas hacia la independencia nacional y la modernización.

### Conjunto especial de Galerías de Investigación
Estas galerías complementan el conjunto de las más principales, brindando espacio para que los curadores e investigadores experimenten formas de presentar los materiales de la colección permanente de la Galería y para fomentar un mayor diálogo entre la colección nacional de Singapur y las de otras instituciones regionales.

### Cambiar los espacios de la Galería Nacional
La Galería Nacional tiene aproximadamente 6.000 metros cuadrados (65.000 pies cuadrados) de espacios para albergar exposiciones itinerantes internacionales.

## Ofertas y programas

### Ofertas
Durante el día, la Galería ofrecerá oportunidades de aprendizaje y educación para todos, a través de sus exhibiciones de exposiciones, charlas de artistas, programas infantiles y otras actividades relacionadas. Por la noche, la Galería se transformará en un lugar con restaurantes y cafés, así como programas al aire libre, eventos, proyecciones de películas y conciertos. La Galería ofrecerá lugares de alquiler para conferencias, seminarios, proyecciones de películas, actuaciones y funciones privadas. Albergará un auditorio de 200 asientos, salas de funciones y salas de seminarios para diversos tipos de eventos y funciones corporativas.

### Escuelas y familias
La Galería Nacional de Singapur ofrecerá programas de aprendizaje para estudiantes, que van desde el nivel preescolar hasta el nivel de educación terciaria, para desarrollar sus habilidades de observación e interpretación y el aprecio por las artes visuales. Las oportunidades de aprendizaje de la Galería también están disponibles para los educadores, con un enfoque en el desarrollo profesional o la planificación de una experiencia basada en un museo para sus estudiantes. Se establecerá un Club de Maestros para educadores con el fin de fomentar una cultura de compartir y apreciar el arte. La Galería, en colaboración con profesionales del arte de diversas disciplinas, llevará a cabo una amplia variedad de programas para familias y niños. Tales actividades incluyen un fin de semana familiar y especiales de vacaciones escolares.

### Educación para la comunidad
La Galería brindará oportunidades para que los adultos exploren y aprendan sobre las artes a través de programas inspirados en sus colecciones y recursos. Estos incluyen proyecciones regulares de películas con historias del sudeste asiático, espectáculos teatrales y de danza, visitas guiadas en inglés y mandarín, talleres de arte y conferencias. Desde una perspectiva más amplia, las iniciativas Comunidades y Acceso de la Galería ofrecerán programas para hacer que el arte sea accesible para todas las audiencias a través de la comunidad, talleres y festivales.

### Docentes
Uno de los programas públicos que ofrece la Galería es el Programa Docente, un taller de capacitación para personas apasionadas por el arte, la historia y la cultura que desean compartir esto con los visitantes de la Galería. El programa busca cultivar un grupo de guías voluntarios para actuar como los «embajadores» de la Galería. Están capacitados para hablar en público y tienen un amplio conocimiento del arte de Singapur y del sudeste asiático, y de la arquitectura e historia de los edificios que componen la Galería. Los docentes servirán como educadores de arte al dirigir visitas públicas programadas, y desempeñarán un papel vital en el suministro de una experiencia personal en la Galería al mostrar a los visitantes el vínculo entre la rica historia y las colecciones de la Galería.

## Centro Keppel para Educación Artística

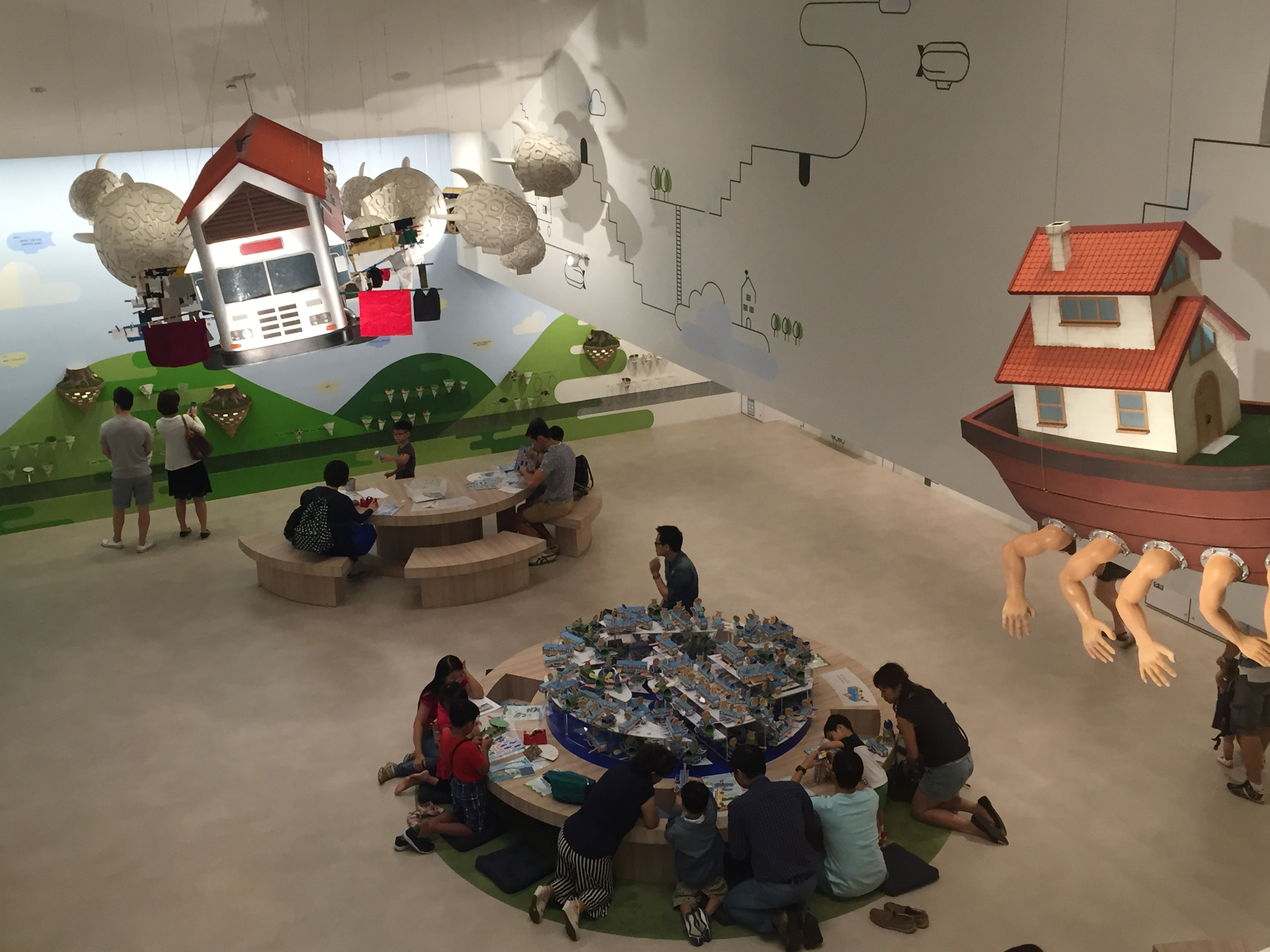
Centro Keppel para la Educación Artística.

El Centro Keppel para la Educación Artística, es un centro de aprendizaje para familias y escuelas. El Centro proporcionará un entorno artístico que estimula la imaginación, fomenta el juego activo y apoya el aprendizaje independiente. Los niños y los estudiantes más jóvenes experimentarán e interactuarán con obras de arte originales creadas especialmente para desarrollar habilidades de observación y exploración táctil.
El Centro estará ubicado en la planta baja del ala del Ayuntamiento de la Galería y ocupará una superficie total de 910 metros cuadrados. Comprenderá cuatro espacios artísticos distintos, que incluyen un Museo para niños y un Art Playscape interactivo. El tema para 2015 y 2016 es «Hogares: presente y futuro». Los artistas invitados compartirán sus ideas creativas e historias personales en respuesta al tema, creando nuevas obras de arte originales que fomenten la interpretación abierta y el diálogo entre los visitantes. Un espectro de actividades artísticas desarrolladas por los educadores de la Galería brindarán experiencias de aprendizaje para apoyar a diferentes estudiantes y diferentes grupos de edad. El Centro Keppel para la Educación Artística también ofrecerá programas que incluyen una serie regular de talleres basados en estudios, charlas de artistas, presentaciones de curadores, así como programas gratuitos de inscripción realizados por artistas, curadores y educadores de museos.

## Exposiciones celebradas en las instalaciones del Museo de arte de Singapur
Mientras se espera que el edificio complete sus renovaciones, la Galería Nacional de Singapur ha realizado diversas exposiciones en el Museo de arte de Singapur. Estas exposiciones incluyen:
| Exposición                                                     | Artista                                    | Período de exposición |
| -------------------------------------------------------------- | ------------------------------------------ | --- |
| Arte abstracto de Wu Guanzhong y artistas del sudeste asiático | 17 de agosto de 2013 – 30 de abril de 2014 | |
| serie Kite Again II                                            | Wu Guanzhong                               | 3 de mayo de 2012 – 5 de mayo de 2013 |
| Liu Kang: una celebración del centenario                       | Liu Kang                                   | 29 de julio de 2011– 16 de octubre de 2011 |
| Adquisiones notables en exposición                             | Varios                                     | Obras de Tan Oe Pang: 18 de abril de 2011 - 5 de febrero de 2012 Obras de Arthur Yap, Tay Chee Toh y Chia Wai Hon .: 7 de diciembre de 2010 - 27 de marzo de 2011 |
| En memoria de Wu Guanzhong: viendo las cometas de nuevo        | Wu Guanzhong                               | 14 de diciembre de 2009– 1 de mayo de 2011 |
| Cheong Soo Pieng: Bridging Worlds                              | Cheong Soo Pieng                           | 15 de septiembre de 2010 – 26 de diciembre de 2010 |
| La historia de Yeh Chi Wei                                     | Yeh Chi Wei                                | 27 de mayo de 2010 – 12 de septiembre de 2010 |
| El realismo en el arte asiático                                | Varios                                     | 9 de abril del 2010 – 4 de julio de 2010 |

## Espectáculos y obras de artes en otros museos
Además de las exhibiciones en Singapur, la Colección Nacional también ha viajado a museos internacionales y lugares de exhibición en las Américas, Europa y Asia.
| Exposición                                                    | Lugar                             | Período                                   | Obras |
| ------------------------------------------------------------- | --------------------------------- | ----------------------------------------- | --- |
| Andy Warhol: 15 Minutes Eternal                               | Art Science Museum                | 17 de marzo a 12 de agosto de 2012        | Redza Piyadasa, 1991, Seated Malay Girl, técnica mixta sobre papel, 33 x 65 cm, colección de la Junta del Patrimonio Nacional                                                                                              |
| The Birth and Development of Singapore Art                    | Museo de Arte Asiático de Fukuoka | 29 de marzo a 26 de junio de 2012         | Obras de arte seleccionadas por los artistas de Singapur Lim Hak Tai y Cheong Soo Pieng |
| East Meets West – The Exhibition of Wu Guangzhong's Paintings | Museo de Arte de Zhejiang         | 20 de noviembre a 25 de diciembre de 2010 | 76 obras de arte de la exposición provienen de la colección National Heritage Board Singapore. La contribución de Singapur a las obras de Wu fue la segunda más grande entre las ocho instituciones de arte participantes. |